# Batalla del río Larga
La batalla del río Lagra (del ruso: Битва при Ларге), en turco: Larga Meydan Muharebesi fue una batalla que enfrentó al ejército compuesto por 15 000 infantes otomanos y 65 000 jinetes tártaros de Crimea bajo el mando de Kaplan II Giray y al ejército del mariscal de campo Piotr Rumiántsev que consistía en 38 000 soldados imperiales rusos a orillas del río Larga, un afluente izquierdo del río Prut. Se produjo el mismo día que la batalla naval de Chesma. 
En la madrugada del 7 de julio de 1770, las tropas rusas atravesaron el río Larga, del otro lado del cual se hallaba el campamento de Kaplan Giray. A las 4 de la madrugada se inició el combate con el bombardeo de la artillería rusa. Los soldados rusos resistieron los ataques de la caballería tártara, que hubo de retirarse con importantes bajas. Sobre las doce del mediodía las tropas rusas habían ya tomado cargando a bayoneta el campamento otomano, provocando la retirada de las tropas otomanas y tártaras.
La causa de esta derrota otomana se halla en la reticencia y falta de confianza de la caballería tártara en las armas modernas, así como el desarrollo de la profesionalidad en el ejército ruso. La batalla fue una importante victoria para las tropas rusas que capturaron además 33 cañones y un convoy de suministros del campamento enemigo. Por esta acción a Rumiántsev se le concedió la Orden de San Jorge de 1ª Clase por orden de Catalina II de Rusia. Tres semanas más tarde, el ejército ruso obtendría una victoria aún mayor en la batalla de Kagul.